# 莫雷诺龙属

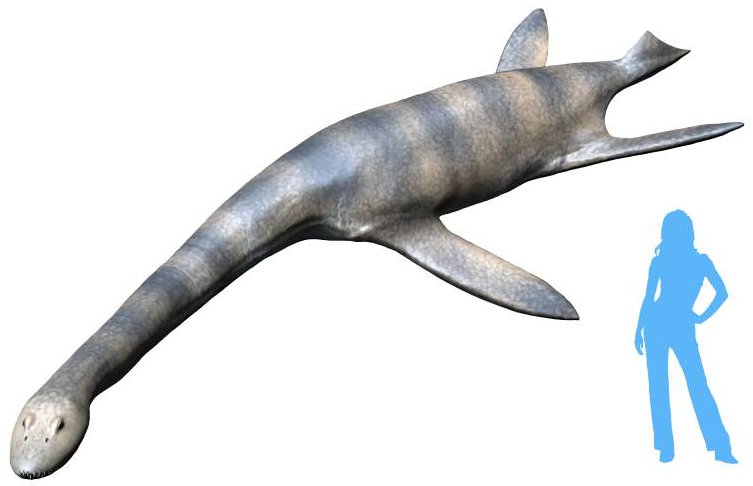
复原图

莫雷诺龙（学名：Morenosaurus）是蛇颈龙目已灭绝的一个属，生存于白垩纪的加利福尼亚。模式种为斯氏莫雷诺龙（Morenosaurus stocki），由塞缪尔·威尔斯于1943年首次命名，种加词致敬切斯特·斯托克博士。该物种由罗伯特·华莱士（Robert Wallace）和亚瑟·德雷舍尔（Arthur Drescher）在弗雷斯诺县帕诺切山（Panoche Hills）地区发现。骨骼发现时相当完整，仅缺少头部及部分颈部与鳍状肢；躯干和尾部保存部分长3.63（11.9英尺）。该骨骼最初展示于加州理工学院，现位于洛杉矶县自然历史博物馆。
莫雷诺龙可能与薄板龙或海霸龙类似，但21世纪初的研究显示，这些化石过于零碎，无法确认属于哪一科。